# Zdeněk Vojíř
Zdeněk Vojíř (10. června 1937 – 20. února 2007) byl český politik a stavební inženýr, bývalý senátor za obvod č. 18 – Příbram a člen ČSSD.

## Vzdělání, profese a rodina
Vystudoval stavební fakultu ČVUT v Praze, poté pracoval jako stavební inženýr. Před zvolením do senátu působil jako zástupce přednosty okresního úřadu v Příbrami. Byl ženatý, měl syna. Zemřel ve věku 69 let po dlouhé a vážné nemoci.

## Politická kariéra
V letech 1994–1998 a 2006-2007 zasedal v zastupitelstvu města Příbram. Ve volbách 1996 se stal členem horní komory českého parlamentu, přestože v prvním kole nad ním měl převahu občanský demokrat Andrej Gjurič v poměru 29,74 % ku 21,71 % hlasů. Ve druhém kole se ovšem přízeň voličů přiklonila na stranu sociálního demokrata, který obdržel 52,85 % hlasů. V senátu v letech 1996–2000 předsedal senátorskému klubu ČSSD, v letech 2000–2002 vykonával post místopředsedy Senátu Parlamentu České republiky. Ve volbách svůj mandát obhajoval, ovšem již v prvním kole prohrával s občanským demokratem Jaromírem Volným v poměru 35,46 % ku 24,65 % hlasů. Ve druhém kole již situaci nedokázal zvrátit a prohrál se ziskem 44,32 % hlasů.

## Odkaz
V krátkém období od roku 2014 do roku 2015 se ulice původně zvaná Prokopská jmenovala ulice Zdeňka Vojíře, následně byla přejmenována na Špitálskou.
Vojířův odkaz v pro rozvoj příbramské a středočeské házené připomíná memoriál pro žákovská družstva.